# Île Nootka

Carte de la baie Nootka et de l'île Nootka

Pour les articles homonymes, voir Nootka.
L'île Nootka (en anglais : Nootka Island) est une île située à proximité immédiate de la côte ouest de l'île de Vancouver en Colombie-Britannique au Canada dont elle est séparée par la baie Nootka (en anglais : Nootka Sound) à l'est et par la baie Esperanza (Esperanza Inlet) au nord.
Les Européens ont nommé l'île après un mot de langue nuu-chah-nulth qui signifie "faire le tour, faire le tour". Ils pensaient probablement que les indigènes faisaient référence à l'île elle-même. 